# アベ9ジラ
アベ9ジラ（あべくじら）は、ABCラジオ（朝日放送）で1990年代後半に放送されていた朝の情報ワイド番組。番組前期は「安部憲幸の月火水木アベ9ジラ」、番組後期は「安部憲幸のアベ9ジラ」のタイトルで放送された。
本項では特記のない限り「アベ9ジラ」で表記をし、関連番組だった「金曜ハナ9ジラ」も記しておく。

## 概要
朝日放送アナウンサー（当時）の安部憲幸がパーソナリティを務め、各種の情報を提供した。
1995年4月に『安部憲幸の月火水木アベ9ジラ』の番組タイトルで開始。安部は95年3月までは西川のりおと土曜日の昼間のラジオ番組を担当していた。
1996年10月からは放送枠を金曜日まで拡大。番組タイトルは『安部憲幸のアベ9ジラ』に変更した。放送時間は月曜日 - 金曜日 午前9時 - 10時50分。後に立原啓裕の番組が放送終了して、11時40分までとなる。番組は1999年3月に終了。同時間帯は乾龍介がパーソナリティを務める『東西南北 龍介がゆく』となった。
当番組は1997年 - 1998年頃から岩手県の農協と連携して、岩手県胆沢町（現：奥州市胆沢区）に番組の田んぼを借りて、田植えや稲刈りの体験ツアーを行った。番組から生まれた米は『いわて純情米・ゆめろく』として、関西地区で一般販売した。
『ゆめろく』や稲刈りツアーなどは当番組が終了した後も安部がパーソナリティを務める日曜日午前のワイド番組『アベロクのどんまいサンデー』（2006年4月2日終了）に引き継がれた。安部は2006年3月に朝日放送を定年退職したが、『ゆめろく』は『大平シロー、中邨雄二の笑たま』（2006年4月 - 2007年3月）『ほっとハート!にちよう柴田塾』（2007年4月9日 - 2010年4月4日）で番組内の企画として継続した。

### 関連番組
- 安部が金曜日を担当する前の1995年4月 - 1996年9月は『金曜ハナ9ジラ』の番組タイトルで、前半の1年間は羽川英樹。後半の半年は立原啓裕とキダ・タローがパーソナリティを務めた。アシスタントは山本いつ子。

## 出演者
- 安部憲幸[1][2][3]
- 永田まり[1]
- 井出智美

## 主なコーナー
- クイズ アベ9ジラ（ニッポン放送発の「テレフォン人生相談」をネットできないため、近畿圏のかねふくのスポンサー枠。「企画ネット番組」[注釈 1]）
- メーワクやったらゆうてや
- エブリバデーTEL2カムカム
- 音の玉手箱
- ゲストコーナー
- 朝日新聞ニュース
- トヨタ街かどお天気交差点
- 交通情報
- ラジオショッピング